# Карел ван Мандер III
Карел ван Мандер III (29 марта 1609, Делфт, графство Голландия — 1670[…], Копенгаген) — голландский художник Золотого века Нидерландов, внук Карела ван Мандера.

## Биография
Карел ван Мандер III родился в Делфте. По словам Хоубракена, он научился рисовать у своего отца, Карела ван Мандера-младшего, и стал хорошим портретистом.
Его портрет Кристиана IV был удостоен стихотворения Йоста ван ден Вонделя. Портрет самого Вонделя в том же году также был удостоен его стихотворения.
Работал в Копенгагене в 1631 году, а в 1635—1638 годах путешествовал по Италии.